# Yngsjö
Yngsjö è una località (tätort in svedese) del comune di Kristianstad (contea di Scania, Svezia), situata lungo le coste del Mar Baltico. Nel 2010 la popolazione era di 302 abitanti.
La cittadina è conosciuta per le sue spiagge, l'acqua in bottiglia della Malmberg Water e l'omicidio di Yngsjö del 1889 che si concluse con l'ultima esecuzione di una donna in Svezia.